# Terminal Central de Cuernavaca E. Blanca
La Terminal Central de Cuernavaca E. Blanca es una de las Terminales de Autobuses de Cuernavaca, como su nombre lo indica está ubicada al norte de esta. Operan varias empresas del autotransporte de pasajeros como: Grupo Estrella Blanca, Grupo IAMSA y Grupo AERS

## Ubicación
La dirección de Terminal de Autobuses de  Cuernavaca E. Blanca es José Ma Morelos y Pavón 329. Entre las calles Guadalupe Victoria y Mariano Arista.

## Líneas de autobuses
En la terminal se cuenta con varias líneas comerciales de autobuses con diferentes destinos de la República Mexicana
| Líneas de Autobuses                                                                                   | Destinos |
| --- | --- |
| Autotransportes Estrella Roja del Sur GRUPO AERS: Costa Line AERS/Futura AERS/Turistar Ejecutivo AERS | Acapulco, Alpuyeca, Amacuzac, Apaxtla, Arcelia, Ciudad Altamirano, Chilpancingo, Iguala, Las Cruces, Ciudad de México Central del Norte, Ciudad de México Central Sur, Paso Morelos, Puente de Ixtla, Taxco, Teloloapan. |
| Autobuses Futura                                                                                      | Aguascalientes, Cd.Victoria, Celaya, Durango, Fresnillo, Guadalajara, Huauchinango, Irapuato, La Peñita de Jaltemba, Las Varas, León, Matehuala, Ciudad de México Norte, Ciudad de México Sur, Monterrey Central, Morelia, Naranjos, Nuevo Laredo, Pachuca, Poza Rica, Puerto Vallarta, Querétaro Central, Reynosa, Saltillo, San Luis Potosí, Tampico, Toluca Central, Tulancingo, Zacatecas, Zapopan Periférico Norte.                      |
| Autobuses Interestatales de México Elite                                                              | Caborca, Cd. Obregón, Culiacán, Guadalajara, Hermosillo, Los Mochis, Mazatlán, Mexicali, Ciudad de México Norte, Ciudad de México Sur, Navojoa, San Luis Río Colorado, Santa Ana, Sonoyta, Tepic, Tijuana, Toluca Central, Zapopan Periférico Norte. |
| Autobuses Anáhuac                                                                                     | Ciudad de México Norte, Querétaro, Saltillo, San Luis Potosí. |
| Enlaces Terrestres Nacionales ETN/Turistar Lujo                                                       | Aguascalientes, Celaya, Chilpancingo, Colima, Guadalajara, Iguala, Irapuato, León, Manzanillo, Ciudad de México Norte, Ciudad de México Sur, Monterrey Central, Nuevo Laredo, Querétaro Central, San Luis Potosí, Tepic, Toluca Central, Zapopan. |
| Autobuses Estrella Blanca                                                                             | Aguascalientes, Cd. Victoria, Celaya, Culiacán, Durango, Fresnillo, Guadalajara, Huauchinango, Irapuato, La Peñita de Jaltemba, Las Varas, León, Matehuala, Mazatlán, Ciudad de México Norte, Ciudad de México Sur, Monterrey Central, Morelia, Naranjos, Nuevo Laredo, Pachuca, Poza Rica, Puerto Vallarta, Querétaro Central, Reynosa, Saltillo, San Luis Potosí, Tampico, Toluca Central, Tulancingo, Zacatecas, Zapopan Periférico Norte. |
| Autotransportes Águila/Tres Estrellas del Centro                                                      | Terminal Toluca |